# Kreis Riviera
Der Kreis Riviera bildet den Bezirk Riviera des Kantons Tessin in der Schweiz. Der Sitz des Kreisamtes ist in Biasca.

## Gemeinden
Der Kreis setzt sich aus folgenden Gemeinden zusammen:
| Wappen  | Name der Gemeinde | Einwohner (Dez. 2018) | Fläche in km² | BFS-Nr |
| ------- | ----------------- | --------------------- | ------------- | ------ |
| Biasca  | Biasca            | 6136                  | 59,09         | 5281   |
| Riviera | Riviera           | 4262                  | 86,53         | 5287   |